# Johann Eduard von Schleinitz

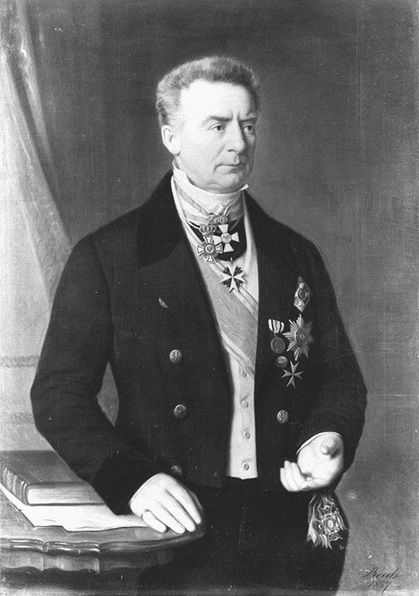
Johann Eduard von Schleinitz, Gemälde von Ernst Resch (1857)

Johann Eduard Christoph Freiherr von Schleinitz (* 28. August 1798 in Littschen im Kreis Marienwerder; † 4. Juni 1869 Moschen im Kreis Neustadt O.S.) war ein preußischer Beamter, Wirklicher Geheimer Rat und Oberpräsident der Provinz Schlesien (1848–1869).

## Leben

### Herkunft
Johann Eduard entstammte dem meißnischen Geschlecht von Schleinitz. Er war ein Sohn des preußischen Kammergerichtspräsident Karl von Schleinitz (1751–1807) und dessen zweiten Ehefrau Friederike, geborene von Rosenberg-Gruszczynski (1774–1845). Der preußische Generalmajor Gustav von Schleinitz war sein Stiefbruder aus der ersten Ehe des Vaters.

### Werdegang
Schleinitz wuchs in Berlin auf und trat nach dem Besuch eines Gymnasiums als Kriegsfreiwilliger in die Preußische Armee ein. Er diente im Napoleonischen Befreiungskrieg von 1815 im 8. Husaren-Regiment. Als Leutnant schied er aus der Armee aus und studierte Rechtswissenschaften.
1822 trat er als Assessor in den Verwaltungsdienst der königlichen Regierung von Marienwerder ein. Noch im gleichen Jahr am 31. August wurde er zum Landrat im Kreis Konitz ernannt und blieb auf dem Posten bis 1827. Seine weiteren Stationen waren die eines Regierungsvizepräsidenten im Regierungsbezirk Koblenz (1837–1842) und der Posten des Regierungspräsidenten im Regierungsbezirk Bromberg (1842–1848). Kurzzeitig 1848 als kommissarischer Regierungspräsident im Regierungsbezirk Liegnitz tätig, wurde er am 21. November 1848 Oberpräsident der Provinz Schlesien.
Er trug seit 1855 den Titel eines königlich-preußischen Wirklichen Geheimen Rates.
Seit 1857 war er Kurator der Schlesischen Friedrich-Wilhelms-Universität in Breslau und erhielt 1861 die Ehrendoktortitel der philosophischen und medizinischen Fakultäten.

### Familie
Schleinitz heiratete 1822 Jeanette von Hippel (1804–1850). Aus dieser Ehe hatte er sechs Töchter und fünf Söhne, darunter:
- Marie (1830–1915) ⚭ Adalbert von Schleinitz (1822–1896), preußischer Generalleutnant
- Georg (1834–1910), deutscher Vizeadmiral

⚭ 1865 Klara Rieger (1834–1870)
⚭ 1871 Margot von Hippel (1846–1887)
⚭ 1888 Marie von Beulwitz (* 1863)
- Lina (1836–1912) ⚭ 1874 Richard Wachler (1829–1879), Hüttendirektor
- Theodor (1838–1906), preußischer Oberforstmeister ⚭ 1869 Magdalena Bergmann (1839–1901)
- Emil (1849–1901), preußischer Major ⚭ 1870 Ida Soest (1842–1909)

Seiner zweiten 1853 geschlossenen Ehe mit Maria von Hippel (1817–1890) entstammte noch eine weitere Tochter:
- Elisabeth (* 1857)

## Auszeichnungen
- Roter Adlerorden I. Klasse mit Eichenlaub
- Komtur des Königlichen Hausorden von Hohenzollern
- Ehrenritter des Johanniterordens
- Ehrenkreuz I. Klasse des Fürstlich Hohenzollernschen Hausordens
- Russischer Orden der Heiligen Anna I. Klasse
- Kaiserlich-Russischer Sankt-Stanislaus-Orden I. Klasse